# دبليو. أ. غايل
دبليو. أ. غايل هو سياسي أمريكي، ولد في 5 مارس 1896 في مونتغومري في الولايات المتحدة، وتوفي بنفس المكان في 5 يوليو 1965.